# Гольштейн-Готторп-Романови
Гольштейн-Готторп-Романови (рос. дореф. Гольштейнъ-Готторпъ-Романовская династія; Гольштейнъ-Готторпъ-Романовская династія; нім. Romanow-Holstein-Gottorp або Holstein-Gottorp-Romanow) — одна з ліній Ольденбурзькою династії (відома з XI століття), яка відокремилася від її Гольштейн-Готторпской гілки.
Завдяки спадкуванню по жіночій лінії роду в 1762 році, в особі імператора Петра III всеросійський імператорський дім отримав ім'я Романових. Авторитетні джерела з європейської генеалогії називають династію всеросійських правителів, починаючи з Петра III не «Романови», а «Гольштейн-Готторп-Романови».

## Передача імперії

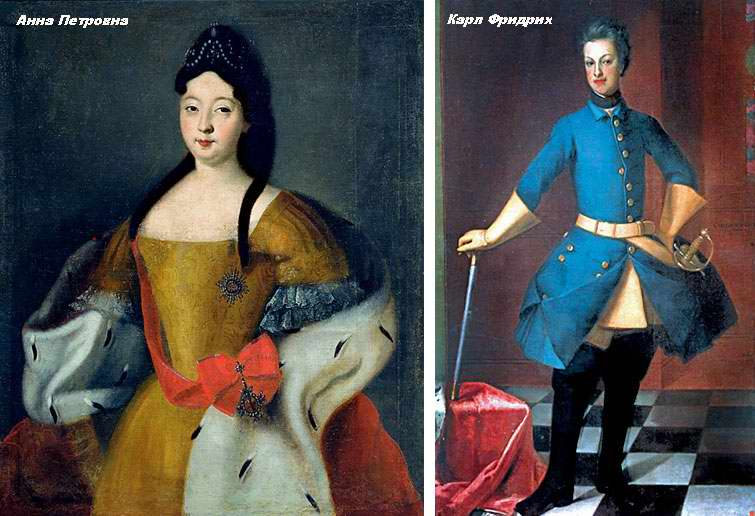
Анна Петрівна і Карл Фрідріх Гольштейн-Готторпський — родоначальники Гольштейн-Готторп-Романівської династії.

1762 року, у зв'язку із смертю останньої доньки Петра I — імператриці Єлизавети Петрівни, пряма лінія спадкоємності по жіночій лінії у імператорському домі Романових припинилася (по чоловічий вона припинилася ще раніше, у 1730 році, коли помер Петро II).

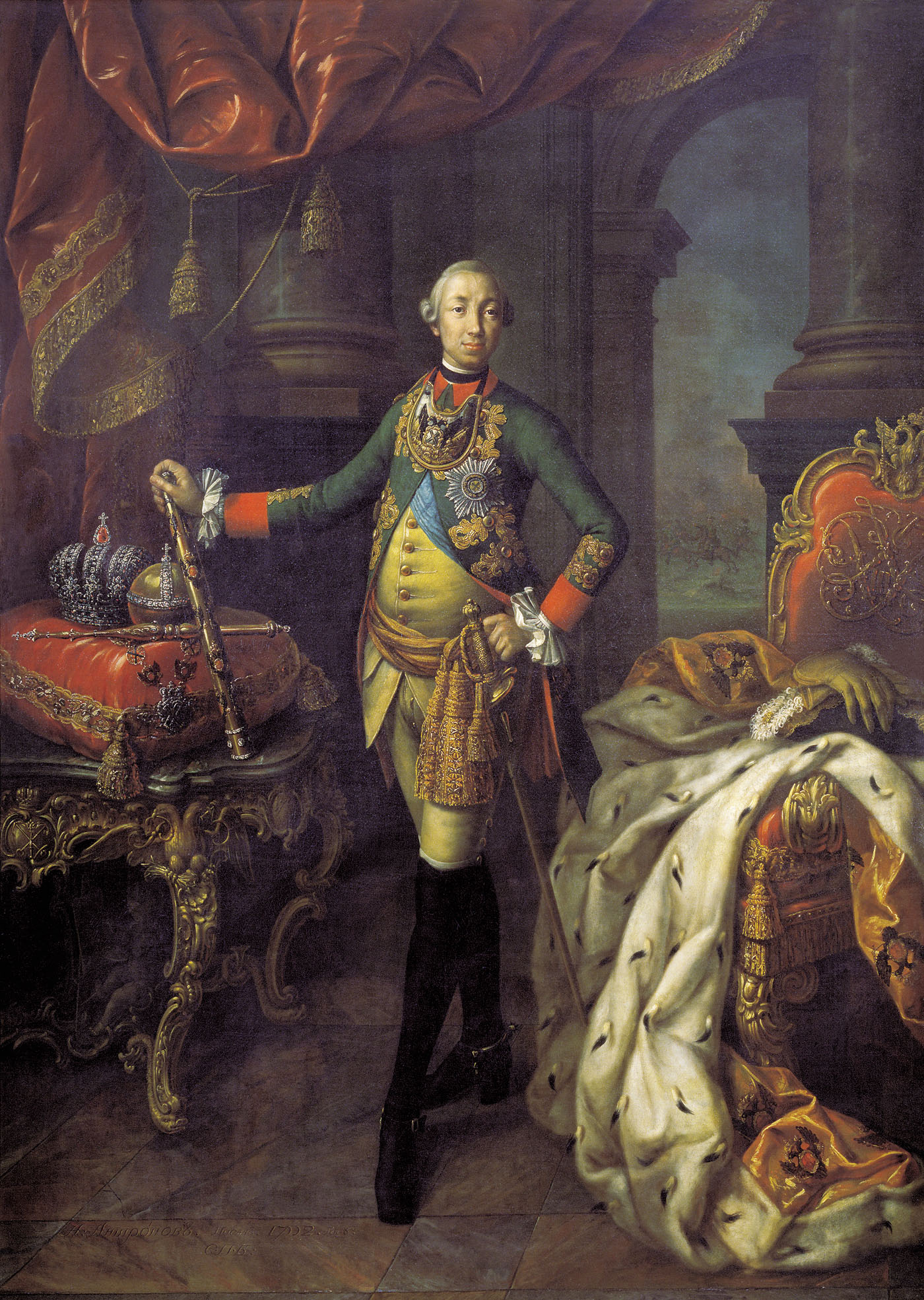
Перший імператор з династії Гольштейн-Готторп-Романових — Петро III

Готуючись до цього, Єлизавета зробила своїм спадкоємцем сина своєї покійної сестри Ганни Петрівни. Таким чином, родоначальником Гольштейн-Готторп-Романових на престолі Російської імперії став герцог Карл Петер Ульріх Гольштейн-Готторпський, онук по матері імператора Петра I. Після переходу в імперське православ'я він отримав ім'я великого князя Петра Федоровича, а після смерті Єлизавети став всеросійським імператором Петром III. Його нащадки в Росії іменувалися династією Гольштейн-Готторп-Романовими, а імператорський дім Романівським.
Раніше, в 1733 році аналогічним чином спробувала діяти імператриця Анна Іванівна, дочка царя Івана V. Будучи бездітною і не бажаючи передавати престол нащадків свого дядька Петра І, вона запросила в Росію принцесу Єлизавету Катерину Христину Мекленбург-Шверинську (дочку своєї покійної сестри царівни Катерини Іоанівни). Потенційна спадкоємиця в імперському православ'ї прийняла ім'я Анна Леопольдівна, однак трон дістався не їй, а її сину від укладеного в 1739 році шлюбу з герцогом Антоном-Ульріхом Брауншвейзьким імператору Іоанну Антоновичу. Він і всі його брати і сестри (Брауншвейзьке сімейство) належали до Мекленбург-Брауншвейг-Романівської династії. Однак наявність живої «дочки петрової» Єлизавети — більш очевидної кандидатки на трон — не дала закріпитися цій гілці на престолі.

## Німецька династія

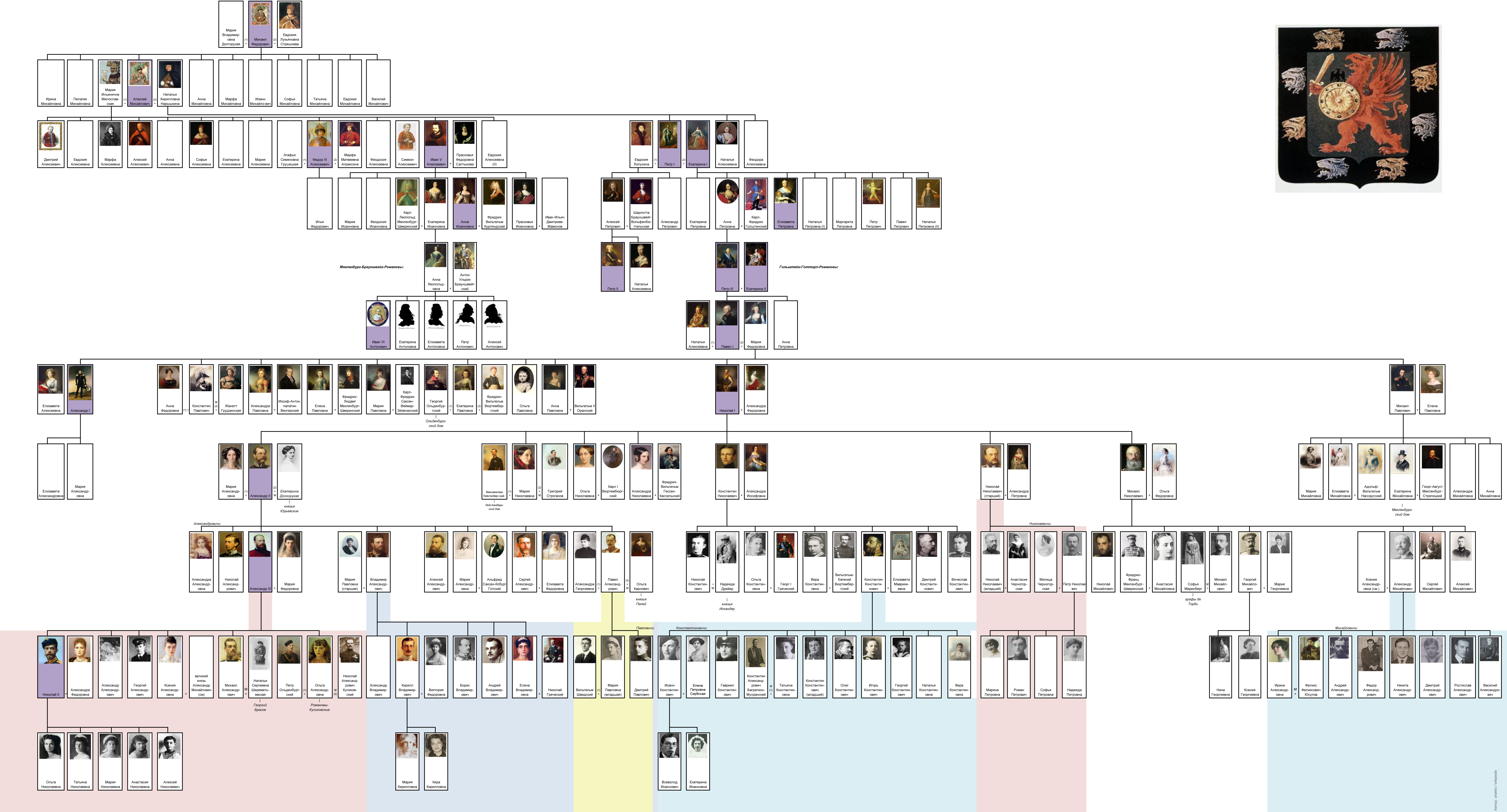
Романови з 1613 по 1917 роки

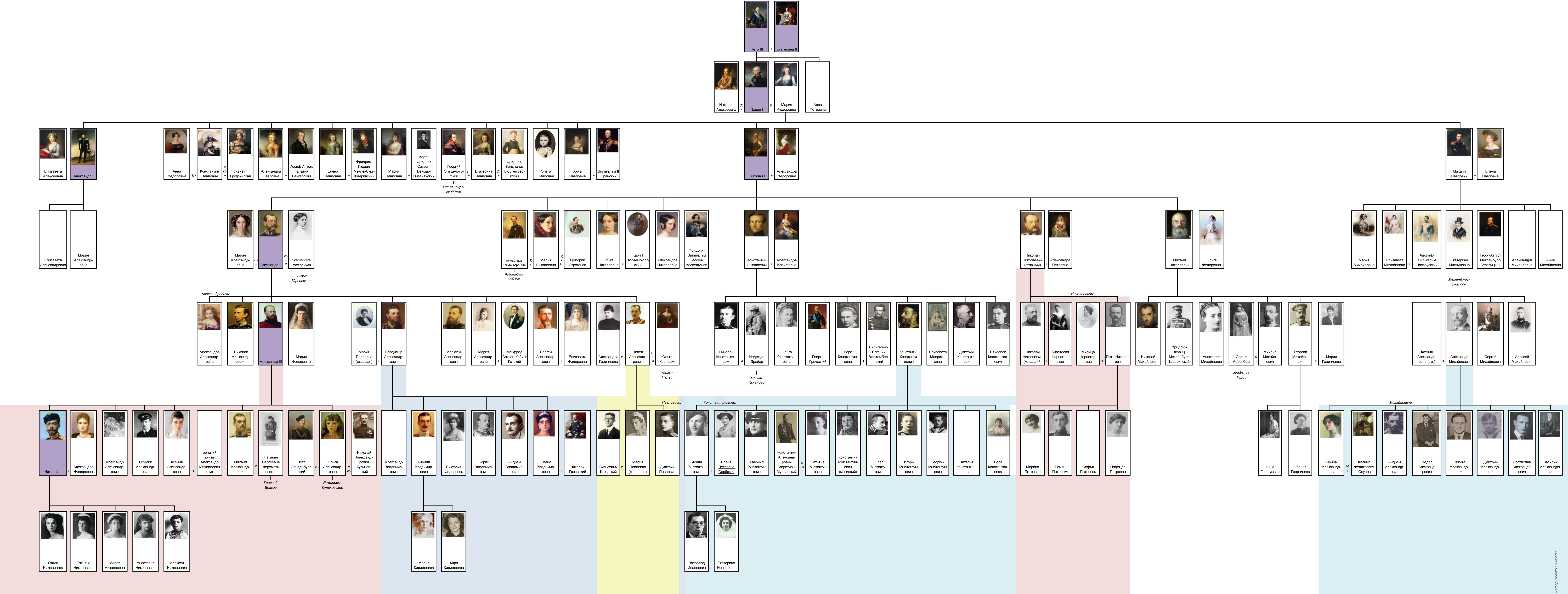
Гольштейн-Готторп-Романови

Приналежність до Гольштейн-Готторпскої династії, а також постійні шлюби з німецькими принцесами (з усіх чоловік імператорів тільки дружина Олександра III була данська принцеса, з данської лінії того ж Ольденбурзького будинку, що і Гольштейн-Готторпи) викликали численні закиди у засиллі німців на російському престолі.
Сергій Михайлович Соловйов, досліджуючи німецькі корені династії Гольштейн-Готторп-Романових, для більшої наочності подумки проводив експеримент — змішував червоне вино (як аналог російської крові) з водою (аналог німецької крові).
Пам'ятали про «німецьке походження» російських імператорів і російські аристократи. Князь Петро Володимирович Долгоруков в еміграції називав Олександра II «виконуючим в Росії посаду Романова» і навіть прямо писав йому: «Вам відомо, государ, що мої предки були великими князями і правили Росією в той час, коли предки вашої величності не були ще графами Ольденбургскими». Відомо, що в неформальній обстановці багато дворян називали імператорський рід «Гольштейн-Готторпским».
Самі російські правителі знали про це. Коли 1885 року в «Установленні про імператорську фамілію» було внесено зміну, за якої правнуки і праправнуки імператора позбавлялися титулу великих князів та князівен і для них вводився титул князь імператорської крові, великий князь Михайло Миколайович зауважив: «…це все петербурзький вищий світ, який радіє цій мірі, кажучи, що вони — Рюриковичі, а ми німці-голштинці, в яких і романівської крові не залишилося; а що сказали б Долгорукові або Оболенські, якщо б у їх потомства відняли належний їм титул і притому без суду, без вчинення злочину і т. д.». Імператор Олександр II нібито говорив про свого позашлюбного сина Георгія від Долгорукої: «Це справжній росіянин, в ньому, принаймні, тече російська кров». Олександр III писав у 1886 році К. Победоносцеву: «Є господа, які думають, що вони одні росіяни, і ніхто більше. Вже не уявляють вони, що я німець або чухонець? Легко їм з їх балаганным патріотизмом, коли вони ні за що не відповідають. Не я дам образити Росію». Слід зазначити, що дана ситуація не була унікальною: в результаті династичних шлюбів всі європейські династії мали змішане етнічне походження — так, серед предків останнього російського царя Миколи II по лініях німецьких принцес були російські, сербські, польські, чеські та поморские князі, а також князь Рюрик.

## Іменування

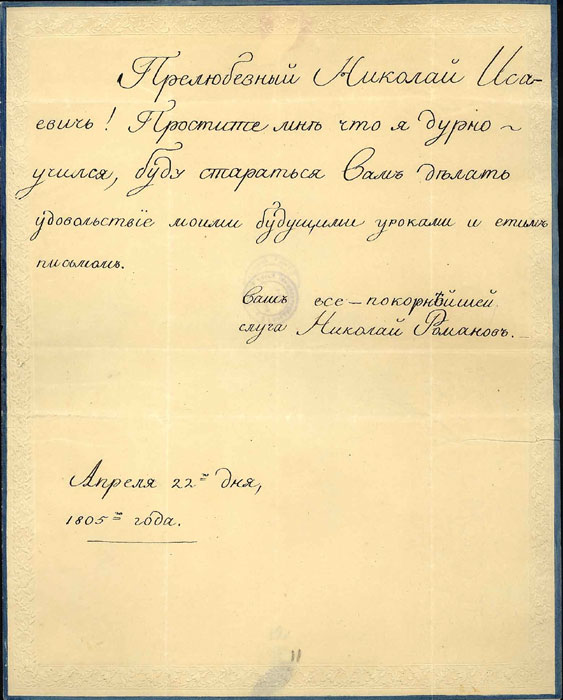
Лист від 9-річного вів. кн. Миколи (майбутній Микола I) до вихователю, з підписом «Микола Романов», 1805 рік

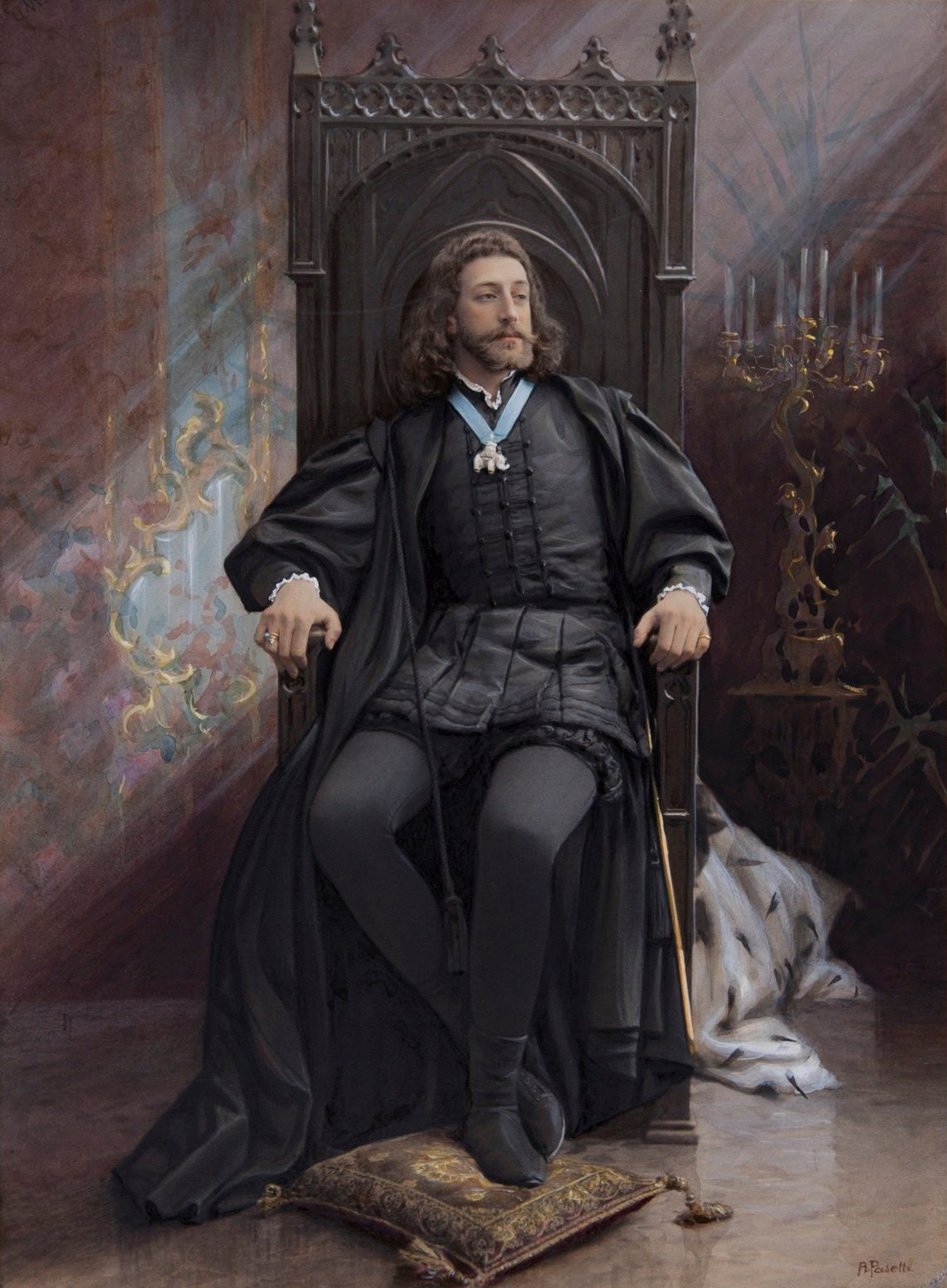
Великий князь Костянтин Костянтинович як поет підписувався псевдонімом «К. Р.», явно усвідомлюючи це як ініціали імені та «прізвища».

«Юридично питання про іменуванні династії тоді не було врегульовано. Петро III зробити цього, мабуть, не встиг, а Катерина II не стала залучати до цієї делікатної проблеми особливої уваги. Надалі, по мірі зміцнення царствуючої династії, необхідність у цьому відпала».
Ю. А. Кузьмін, який досліджував питання іменування династії, пише, що «незрозуміла ситуація з ім'ям правлячої династії призвела до того, що його просто перестали вказувати». Прізвище «Романови» не згадується в Основних державних законів 1906 року, а в ст. 25 лише говориться, що «Імператорський Всеросійський Престол є спадковий в нині благополучно царствующому Імператорському Домі». В енциклопедичних словниках ХІХ століття ця проблема також обходиться стороною:
- У «Малому енциклопедичному словнику»[10] Брокгауза і Ефрона (1907—1909 рр.) у статті «Романови» зазначено, що це «старовинний російський дворянський рід, який дав з 1613 р. російських царів та імператорів і в чоловічому коліні згаслий в 1730 р.»
- Там же, у статті «Росія», вміщеній у тому ж словнику, зовсім не сказано, яка ж династія перебувала у цей час на російському престолі.

У Росії «згадали про „Романових“ напередодні 300-річчя обрання на престол царя Михайла Федоровича. До цього поняття „Дім Романових“ дуже рідко зустрічалося навіть у назвах книг. Пишні святкування повинні були сприяти формуванню позитивного образу монархії, показати відданість народних мас самодержцю. Важливим моментом в ідеології урочистостей була демонстрація наступності між Миколою II і родом Романових. Саме після цього ювілею поняття „Дім Романових“ стало активно використовуватися в житті та літературі». Напередодні цього, однак, чиновники прийшли до висновку, що «іменування Російської імператорської прізвища домом Романових неправильно не тому, що вони фактично не є Романовими, а тому, що у цього сімейства зовсім немає прізвища як такого».
У 1911 році великі князі на прохання імператора влаштували нараду щодо морганатичних шлюбів, де, зокрема, обговорювалися прізвища, які повинні присвоюватися таким дружинам і дітям. Показові висловлені там думки: «…міністр юстиції нагадав, що прізвище Романових в Основних законах згадується лише при описі родового герба дому Романових, Великі Князі та Княгині, Князі і Княжни Крові іменуються в документах тільки ім'ям та по батькові; по силі Установи про Імператорське Прізвище членів оної не присвоєно ніякого прізвища, і, зокрема, прізвища Романових, а тому надання особам, що не належать до Царствующого Імператорського Дома, прізвища князів Романових, мабуть стало б даруванням їм особливого переваги, порівняно з особами, що користуються правами Членів Імператорського Дому». У результаті уніфікації не було зроблено.

### Готський альманах
Найавторитетніший європейський довідник по родоводу і титулів продовжував іменувати «Романових» «Гольштейн-Готторп-Романовими», так само робили й інші іноземні видання.
Тривалий час на це в Росії не звертали уваги, поки, нарешті, імператриця Олександра Федорівна, яка болісно ставилася до теми «німецькості», не почала вимагати від редакції довідника прибрати перші два елементи. В іншому випадку вона погрожувала заборонити ввезення цього щорічника в Росію. Начальник канцелярії міністерства імператорського двору А. А. Мосолов описує у своїх спогадах, що був змушений зауважити, що, «на думку редакції „Альманаху“, найменування династії історично точно (імператор Павло — син герцога Петра Гольштейн-Готторпского) і змінено бути не може»:98. За його твердженням, заборонити альманах тим більше не можна, оскільки [заборона] викличе загальноєвропейський скандал. Самий аристократичний, легитимистический «Альманах» заборонений для ввезення в Росію. Звичайно, дошукаються до цих двох слів, які спричинили заборону; підуть пересуди по всій столиці і за кордоном, «Альманах» буде таємно ввозитися в Росію дипломатами і дасть поживу для обговорення делікатного династичного питання, абсолютно широкій публіці не відомого. Повірте, Ваша Величність, роками друкують цей заголовок, і ніхто на нього не звертає уваги. Краще його ігнорувати, ніж піднімати шум":99.

## Герб

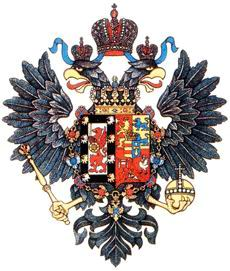
Повний Родової Його Імператорської Величності герб.

З'єднаний герб Гольштейн-Готторп-Романових входив у Великий Герб Російської імперії.
Блазон повного Родового Його Імператорської Величності герба:

«Щит розсічений. У право — герб роду Романових: в срібному полі червоний гриф, тримає золоті меч і тарч, увінчаний малим орлом; на чорній облямівці, вісім відірваних левових голів, чотири золоті та чотири срібні. У ліво — герб Шлезвіг-Голстинский: щит четверочастный з особою внизу оконечностию і малим на середині щитом; в першій червоній частині — герб Норвезький: золотий коронований лев з срібною галлебардою; у другій золотий частині — герб Шлезвигский: два лазуревые леопардные лева; у третій червоної частині — герб Голстинский: пересічений малий щит, срібний та червоний; навколо нього срібний, розрізаний на три частини, лист кропиви і три срібні цвяхи з кінцями до кутах щита; у четвертій червоної частині — герб Стормарнский: срібний лебідь з чорними лапами і золотою на шиї короною; у червоній частині — герб Дитмарсенский: золотий, з подъятым мечем вершник на срібному коні, вкритому чорною тканиною; середній малий щит також розсічений: у правій половині герб Ольденбурзький: на золотому полі два червленые поясу; в лівій-герб Дельменгорстский: в лазуровому полі золотий, з гострим внизу кінцем, хрест. Сей малий щит увінчаний Велико-Герцогскою короною, а головне — Королівської. Навколо головного щита ланцюг ордена Святого Апостола Андрія Первозванного. Щит ж на грудях чорного двоеглавого орла, увінчаного двома Імператорськими коронами, над якими третия така ж, в більшій вигляді, корона з двома кінцями стрічки, що розвіваються ордена Святого Апостола Андрія Первозванного. Орел тримає золоті скіпетр і державу».

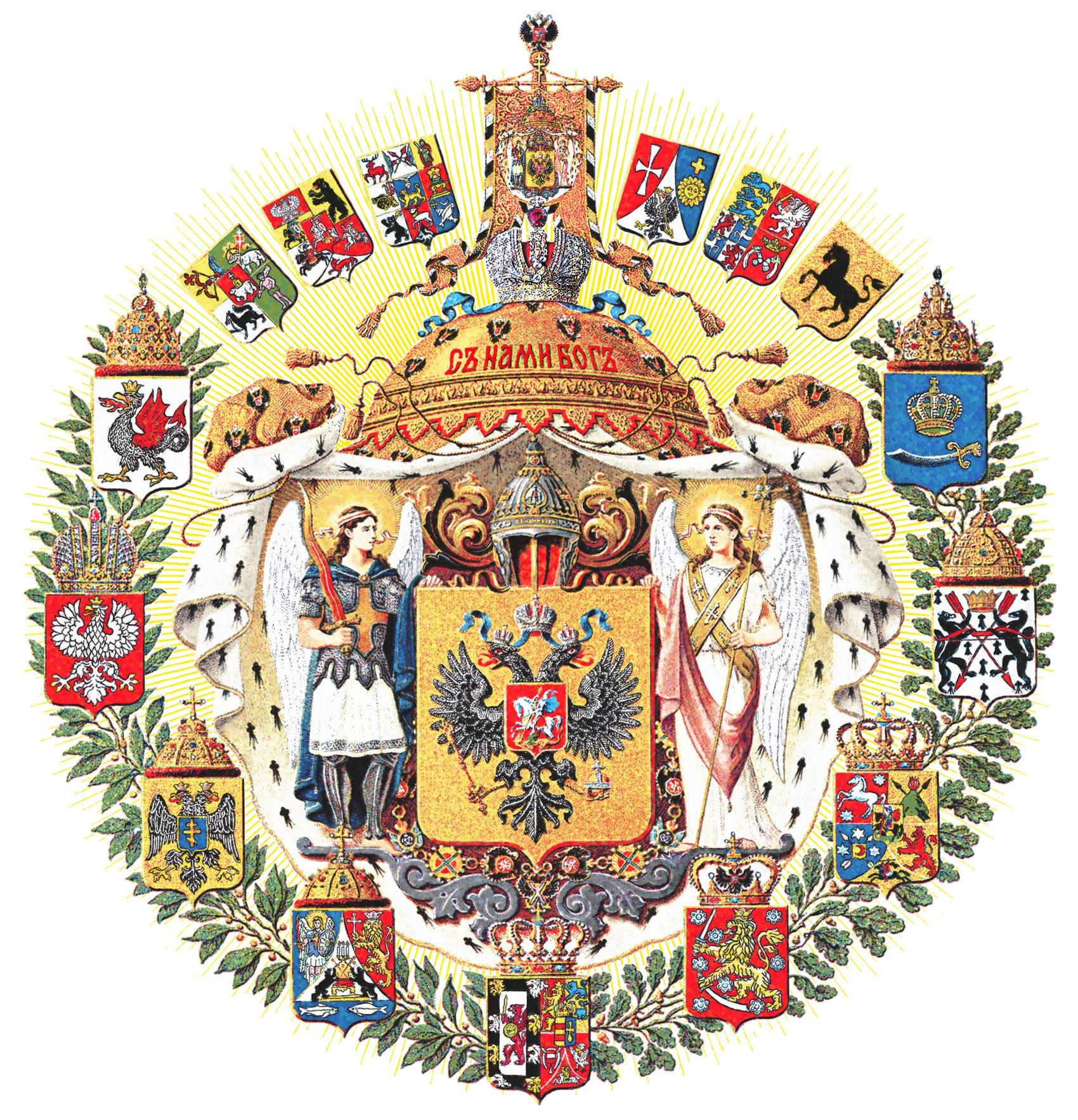
Великий герб Російської імперії. Родовий герб розташований знизу
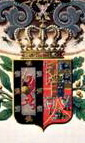
Поєднаний герб Гольштейн-Готторп-Романових (фрагмент Великого герба Імперії)
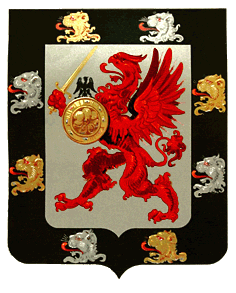
Герб Романових (бояр)
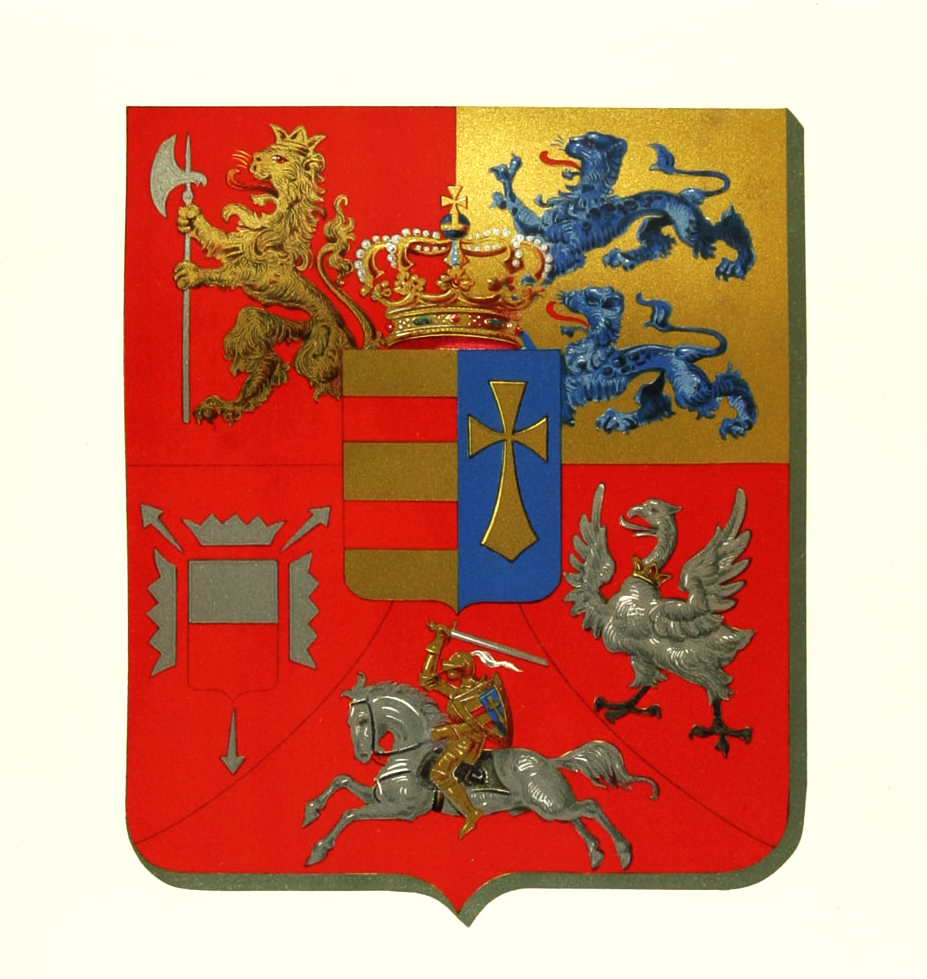
Герб Шлезвиг-Голштинський (Гольштейн-Готтропський)
Герб Норвезький - Ольденбурги правили Норвегією з 1450 по 1814 рр.
Герб Шлезвізький - Ольденбурги правили Шлезвіг-Гольштейном з 1460 по 1865 рр.
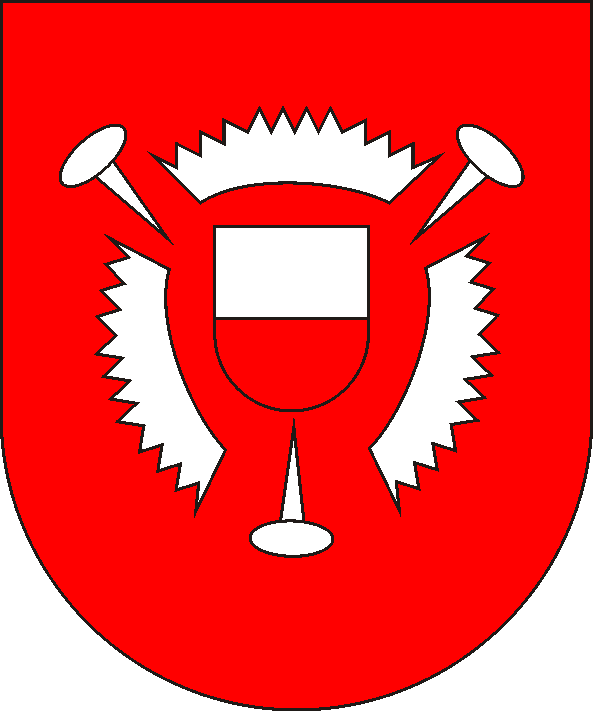
Герб Голштинський - Ольденбурги правили Шлезвіг-Гольштейном з 1460 по 1865 рр.
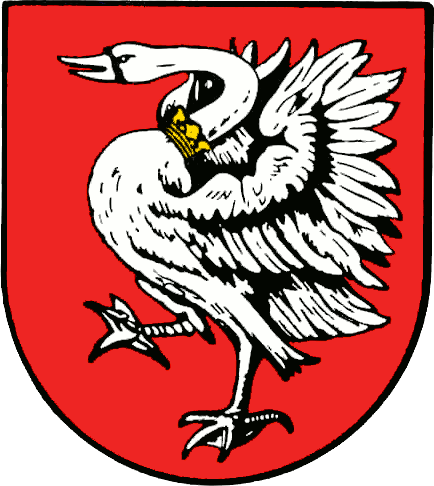
Герб Стормарнський - район в Шлезвіг-Гольштейні
Герб Дітмарсенський - район в Шлезвіг-Гольштейні
Герб Ольденбурзький
Герб Дельменгорстський - місто в Саксонії
Геральдична корона великого герцогства Люксембурзького, аналогічна використанню в цьому гербі

## Список членів
- Поколінний розпис Романових з 1762 року
- Романова Марія Володимирівна — голова Російського імператорського дому (2009 рік).

## Див.також
- Акт про престолонаслідування (1797)
- Російський імператорський дім